# Bourg-Madame
Bourg-Madame (katalánsky a okcitánsky La Guingueta d'Ix) je obec na jihozápadě Francie v departementu Pyrénées-Orientales v regionu Okcitánie. Leží na řece Segre ve východní části Pyrenejí 20 km jihovýchodně od Andorry v těsné blízkosti španělské hranice, na jejíž opačné straně se nachází město Puigcerdà. Má přibližně 1 200 obyvatel.

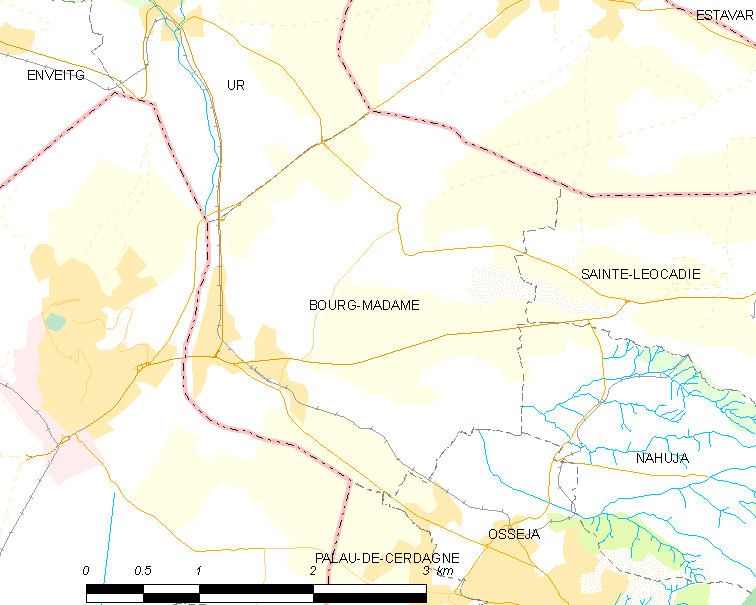
Mapa obce Bourg-Madame a jejího blízkého okolí
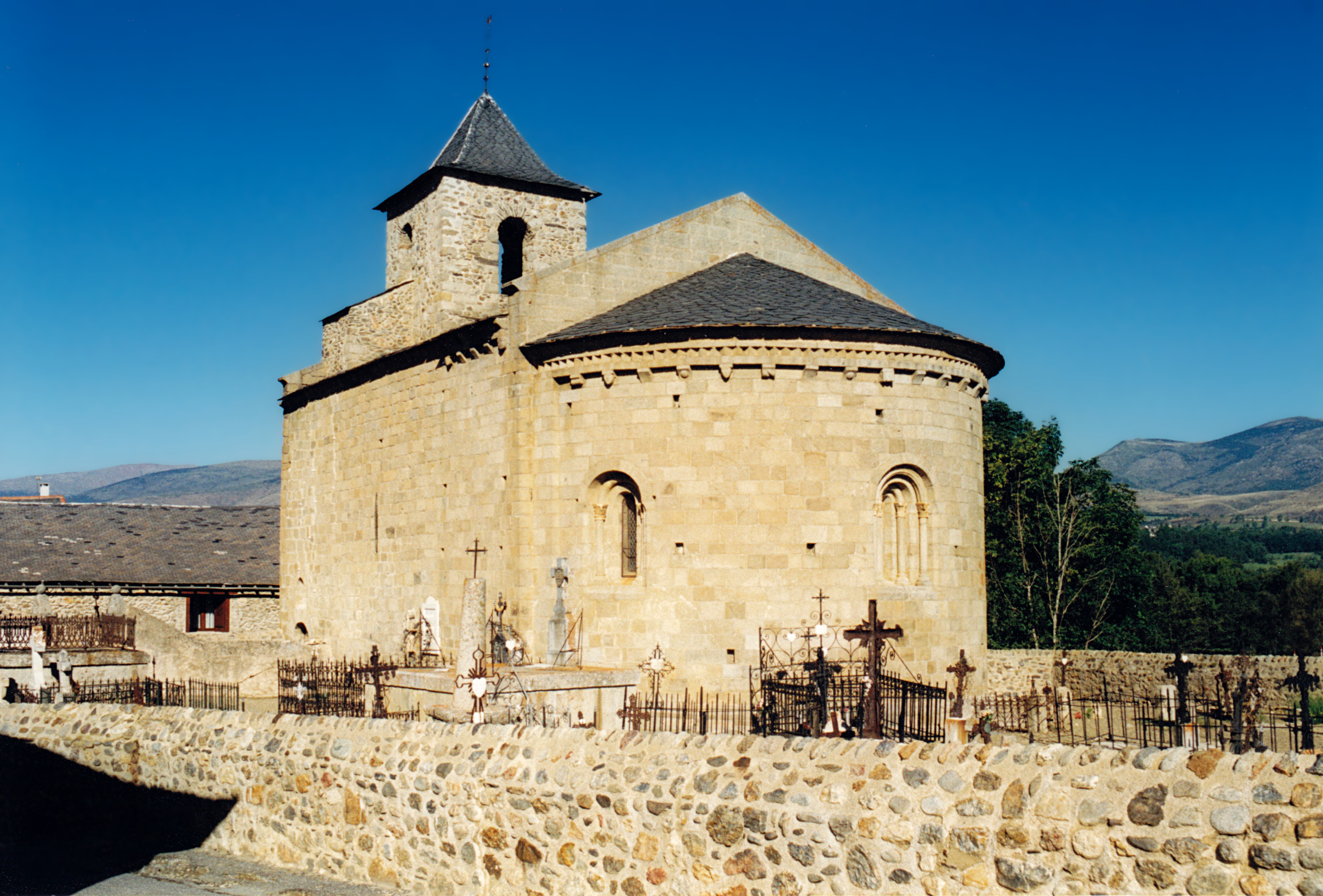
Románský kostel sv. Martina (Saint-Martin d'Hix)